# UCI Europe Tour 2025
Navigation
Édition précédente Édition suivante
L'UCI Europe Tour 2025 est la 21e édition de l'UCI Europe Tour, l'un des cinq circuits continentaux de cyclisme de l'Union cycliste internationale. Il est composé d'environ 200 compétitions organisées du 24 janvier 2025 au 19 octobre 2025 en Europe.

## Équipes
Les équipes qui peuvent participer aux différentes courses dépendent de la catégorie de l'épreuve. Par exemple, les UCI WorldTeams ne peuvent participer qu'aux courses .1 et leur nombre par épreuves est limité.
| Catégorie | Catégorie               | Équipes                                                                                 |
| --------- | ----------------------- | --------------------------------------------------------------------------------------- |
| .1        | 1.1 (Course d'un jour)  | * UCI WorldTeam (max 50 %) * UCI ProTeam * Équipe continentale * Sélection nationale    |
| .1        | 2.1 (Course par étapes) | * UCI WorldTeam (max 50 %) * UCI ProTeam * Équipe continentale * Sélection nationale    |
| .2        | 1.2 (Course d'un jour)  | * UCI ProTeam * Équipe continentale * Sélection nationale * Équipe régionale et de club |
| .2        | 2.2 (Course par étapes) | * UCI ProTeam * Équipe continentale * Sélection nationale * Équipe régionale et de club |

## Calendrier des épreuves

### Janvier
| Date | Course                      | Pays    | Classe | Vainqueur           | Équipe                 |
| ---- | --------------------------- | ------- | ------ | ------------------- | ---------------------- |
| 24   | Classica Camp de Morvedre   | Espagne | 1.2    | Urko Berrade        | Equipo Kern Pharma     |
| 25   | Grand Prix Castellón        | Espagne | 1.1    | António Morgado     | UAE Emirates XRG       |
| 26   | Grand Prix de Valence       | Espagne | 1.1    | Marc Hirschi        | Tudor Pro Cycling Team |
| 29   | Trofeo Calvià               | Espagne | 1.1    | Jan Christen        | UAE Emirates XRG       |
| 30   | Trofeo Felanitx-Ses Salines | Espagne | 1.1    | Marijn van den Berg | EF Education-EasyPost  |
| 31   | Trofeo Serra Tramuntana     | Espagne | 1.1    | Florian Stork       | Tudor Pro Cycling Team |

### Février
| Date  | Course                                 | Pays    | Classe | Vainqueur                           | Équipe                              |
| ----- | -------------------------------------- | ------- | ------ | ----------------------------------- | ----------------------------------- |
| 1     | Trofeo Andratx-Pollença                | Espagne | 1.1    | annulé pour des raisons de sécurité | annulé pour des raisons de sécurité |
| 1     | Grand Prix Antalya                     | Turquie | 1.2    | Wan Abdul Rahman Hamdan             | Terengganu                          |
| 2     | Trofeo Palma                           | Espagne | 1.1    | Iúri Leitão                         | Caja Rural-Seguros RGA              |
| 2     | Grand Prix La Marseillaise (2025)      | France  | 1.1    | Valentin Ferron                     | Cofidis                             |
| 5-9   | Étoile de Bessèges-Tour du Gard (2025) | France  | 2.1    | Kévin Vauquelin                     | Arkéa-B&B Hotels                    |
| 8     | Grand Prix Aspendos                    | Turquie | 1.2    | Gerard Ledesma                      | VC Fukuoka                          |
| 14-16 | Tour de La Provence (2025)             | France  | 2.1    | Mads Pedersen                       | Lidl-Trek                           |
| 15    | Tour de Murcie (2025)                  | Espagne | 1.1    | Fabio Christen                      | Q36.5 Pro Cycling Team              |
| 17    | Clásica Jaén                           | Espagne | 1.1    | Michał Kwiatkowski                  | Ineos Grenadiers                    |
| 21    | Classic Var (2025)                     | France  | 1.1    | Christian Scaroni                   | XDS Astana                          |
| 22-23 | Tour des Alpes-Maritimes (2025)        | France  | 2.1    | Christian Scaroni                   | XDS Astana                          |
| 26-2  | Gran Camiño (2025)                     | Espagne | 2.1    | Derek Gee                           | Israel-Premier Tech                 |

### Mars
| Date  | Course                                      | Pays     | Classe | Vainqueur                                                             | Équipe                                                                |
| ----- | ------------------------------------------- | -------- | ------ | --------------------------------------------------------------------- | --------------------------------------------------------------------- |
| 1-2   | Visit South Aegean Islands                  | Grèce    | 2.2    | Alexander Arnt Hansen                                                 | Airtox-Carl Ras                                                       |
| 4     | Samyn Classic (2025)                        | Belgique | 1.1    | Mathieu van der Poel                                                  | Alpecin-Deceuninck                                                    |
| 5     | Umag Classic                                | Croatie  | 1.2    | Matthias Schwarzbacher                                                | UAE Emirates Gen-Z                                                    |
| 8     | Grand Prix Criquielion (2025)               | Belgique | 1.1    | Matteo Moschetti                                                      | Q36.5                                                                 |
| 8     | Tour des 100 Communes                       | France   | 1.2    | Matthew Brennan                                                       | Visma-Lease a Bike Development                                        |
| 8     | Grand Prix international de Rhodes          | Grèce    | 1.2    | Marcin Budziński                                                      | ATT Investments                                                       |
| 9     | Grand Prix de Lillers-Souvenir Bruno Comini | France   | 1.2    | Matthew Brennan                                                       | Visma-Lease a Bike Development                                        |
| 9     | Poreč Classic                               | Croatie  | 1.2    | Matteo Milan                                                          | Lidl-Trek Future Racing                                               |
| 9     | Grand Prix Jean-Pierre Monseré (2025)       | Belgique | 1.1    | Alexys Brunel                                                         | TotalEnergies                                                         |
| 9     | Dorpenomloop Rucphen                        | Pays-Bas | 1.2    | Milan De Ceuster                                                      | Lotto Development                                                     |
| 13-16 | Tour international de Rhodes                | Grèce    | 2.2    | Pierre-Henry Basset                                                   | XDS Astana Development                                                |
| 13-16 | Istrian Spring Tour                         | Croatie  | 2.2    | Adrien Boichis                                                        | Red Bull-Bora-Hansgrohe Rookies                                       |
| 15    | Elfstedenrace                               | Pays-Bas | 2.1    | annulation pour raisons financières (pas de retransmission télévisée) | annulation pour raisons financières (pas de retransmission télévisée) |
| 16    | La Popolarissima                            | Italie   | 1.2    | Ivan Smirnov                                                          | XDS Astana Development                                                |
| 21    | Youngster Coast Challenge                   | Belgique | 1.2U   | Sente Sentjens                                                        | Alpecin-Deceuninck Development                                        |
| 22    | Classic Loire Atlantique                    | France   | 1.1    | annulation pour raisons financières                                   | annulation pour raisons financières                                   |
| 23    | Cholet Agglo Tour (2025)                    | France   | 1.1    | Lukáš Kubiš                                                           | Unibet Tietema Rockets                                                |
| 23    | Classica da Arrabida-Cyclin'Portugal        | Portugal | 1.2    | Luca Giaimi                                                           | UAE Emirates Gen-Z                                                    |
| 23    | Grand Prix Apollon Temple                   | Turquie  | 1.2    | Bartosz Rudyk                                                         | Monogo Lubelskie Perła Polski                                         |
| 23    | Grand Prix Slovenian Istria                 | Slovénie | 1.2    | Michiel Coppens                                                       | BEAT Cycling Club                                                     |
| 25-29 | Semaine internationale Coppi et Bartali     | Italie   | 2.1    | Ben Tulett                                                            | Visma-Lease a Bike                                                    |
| 26-30 | Tour de l'Alentejo                          | Portugal | 2.2    | Noah Hobbs                                                            | EF Education-Aevolo                                                   |
| 26-30 | Olympia's Tour                              | Pays-Bas | 2.2    | Antoine L'Hote                                                        | Decathlon AG2R La Mondiale Development                                |
| 27    | GP Brda-Collio                              | Slovénie | 1.2    | Marcin Budziński                                                      | ATT Investments                                                       |
| 30    | GP Adria Mobil                              | Slovénie | 1.2    | Žak Eržen                                                             | Bahrain Victorious Development                                        |
| 30    | Roue Tourangelle (2025)                     | France   | 1.1    | Erlend Blikra                                                         | Uno-X Mobility                                                        |

### Avril
| Date  | Course                                   | Pays               | Classe | Vainqueur                 | Équipe                          |
| ----- | ---------------------------------------- | ------------------ | ------ | ------------------------- | ------------------------------- |
| 2     | Paris-Camembert (2025)                   | France             | 1.1    | Lander Loockx             | Unibet Tietema Rockets          |
| 2-6   | Tour de Grèce                            | Grèce              | 2.1    | Harold Martín López       | XDS Astana                      |
| 4     | Route Adélie de Vitré (2025)             | France             | 1.1    | Stian Fredheim            | Uno-X Mobility                  |
| 5     | Boucle de l'Artois                       | France             | 1.2    | Lewis Bower               | Groupama-FDJ Continentale       |
| 5     | Volta NXT Classic                        | Pays-Bas           | 1.1    | Dion Smith                | Intermarché-Wanty               |
| 6     | Trofeo Piva                              | Italie             | 1.2U   | Filippo Turconi           | VF Group-Bardiani CSF-Faizané   |
| 6     | Grand Prix Syedra Ancient City           | Turquie            | 1.2    | Stefan de Bod             | Terengganu Cycling Team         |
| 8-11  | Région Pays de la Loire Tour             | France             | 2.1    | Kévin Vauquelin           | Arkéa-B&B Hotels                |
| 9-13  | Circuit des Ardennes                     | France             | 2.2    | Brady Gilmore             | Israel Premier Tech Academy     |
| 10-13 | Tour of Mersin                           | Turquie            | 2.2    | Stefan de Bod             | Terengganu Cycling Team         |
| 12    | Tour de la province de Reggio de Calabre | Italie             | 1.1    | Luca Colnaghi             | VF Group-Bardiani CSF-Faizané   |
| 13    | Trophée de la ville de San Vendemiano    | Italie             | 1.2U   | Marco Schrettl            | Tirol KTM                       |
| 13    | Ślężański Mnich-Bruki & Szutry           | Pologne            | 1.2    | Norbert Banaszek          | ATT Investments                 |
| 13    | Paris-Roubaix Espoirs                    | France             | 1.2U   | Albert Philipsen          | Lidl-Trek Future Racing         |
| 15-18 | Tour des Abruzzes                        | Italie             | 2.1    | Georg Zimmermann          | Intermarché-Wanty               |
| 16    | Tour du Limbourg (2025)                  | Belgique           | 1.1    | Milan Fretin              | Cofidis                         |
| 16-20 | Tour du Loir-et-Cher                     | France             | 2.2    | Niklas Larsen             | BHS-PL Beton Bornholm           |
| 18    | Classic Grand Besançon Doubs (2025)      | France             | 1.1    | Guillaume Martin-Guyonnet | Groupama-FDJ                    |
| 19    | Tour du Jura (2025)                      | France             | 1.1    | Guillaume Martin-Guyonnet | Groupama-FDJ                    |
| 19    | Liège-Bastogne-Liège espoirs             | Belgique           | 1.2U   | Jarno Widar               | Lotto Development               |
| 20    | Tour du Doubs (2025)                     | France             | 1.1    | Mattéo Vercher            | TotalEnergies                   |
| 21    | Giro del Belvedere                       | Italie             | 1.2U   | Lorenzo Finn              | Red Bull-Bora-Hansgrohe Rookies |
| 22    | Gran Premio Palio del Recioto            | Italie             | 1.2U   | Lorenzo Nespoli           | MBH Bank Ballan CSB             |
| 23-26 | Belgrade-Banja Luka                      | Bosnie-Herzégovine | 2.2    | Dušan Rajović             | Serbie                          |
| 24-27 | Tour des Asturies                        | Espagne            | 2.1    | Marc Soler                | UAE Emirates XRG                |
| 25    | Gran Premio della Liberazione            | Italie             | 1.2U   | Lorenzo Masciarelli       | MBH Bank Ballan CSB             |
| 25-1  | Tour de Bretagne (2025)                  | France             | 2.2    | Felix Ørn-Kristoff        | Wanty-Nippo-ReUz                |
| 27    | Rutland-Melton Cicle Classic             | Royaume-Uni        | 1.2    | Ben Granger               | MG.K Vis Costruzioni e Ambiente |
| 27    | Tour de la Province de Bielle            | Italie             | 1.2    | Kasper Andersen           | Swatt Club                      |

### Mai
| Date  | Course                                     | Pays       | Classe | Vainqueur                                     | Équipe                                        |
| ----- | ------------------------------------------ | ---------- | ------ | --------------------------------------------- | --------------------------------------------- |
| 1     | Eschborn-Francfort espoirs                 | Allemagne  | 1.2U   | Conrad Haugsted                               | ColoQuick                                     |
| 1     | Omloop van het Waasland                    | Belgique   | 1.2    | Jensen Plowright                              | Alpecin-Deceuninck Development                |
| 1     | Grand Prix Vorarlberg                      | Autriche   | 1.2    | Jaka Marolt                                   | Factor Racing                                 |
| 3     | Flèche ardennaise                          | Belgique   | 1.2    | Jarno Widar                                   | Lotto Development                             |
| 3     | Grand Prix Herning                         | Danemark   | 1.2    | Stian Rosenlund                               | Airtox-Carl Ras                               |
| 4     | Tour d'Overijssel                          | Pays-Bas   | 1.2    | annulé pour cause de sommet de l'OTAN         | annulé pour cause de sommet de l'OTAN         |
| 4     | Famenne Ardenne Classic (2025)             | Belgique   | 1.1    | Max Kanter                                    | XDS Astana                                    |
| 4     | Fyen Rundt                                 | Danemark   | 1.2    | Daniel Stampe                                 | BHS-PL Beton Bornholm                         |
| 8     | Boucles de l'Aulne-Châteaulin (2025)       | France     | 1.1    | Lewis Askey                                   | Groupama-FDJ                                  |
| 9     | Tour du Finistère (2025)                   | France     | 1.1    | Aubin Sparfel                                 | Decathlon AG2R La Mondiale                    |
| 10    | Silesian Beskid Race                       | Pologne    | 1.2    | Marcin Budziński                              | ATT Investments                               |
| 10    | Sundvolden GP                              | Norvège    | 1.2    | Andreas Leknessund                            | Uno-X Mobility                                |
| 11    | Radsportfest Märwil                        | Suisse     | 1.2    | Stefan Bissegger                              | Suisse                                        |
| 11    | Ringerike GP                               | Norvège    | 1.2    | Sakarias Koller Løland                        | Uno-X Mobility                                |
| 11    | Gand-Wevelgem espoirs                      | Belgique   | 1.2U   | Alessandro Borgo                              | Bahrain Victorious Development                |
| 11    | Grand Prix Industrie del Marmo             | Italie     | 1.2U   | Ilya Savekin                                  | PC Baix Ebre                                  |
| 17    | Giro Himledalen                            | Suède      | 1.2    | Mads Andersen                                 | Airtox-Carl Ras                               |
| 18    | Circuito del Porto-Trofeo Arvedi           | Italie     | 1.2    | Žak Eržen                                     | Bahrain Victorious Development                |
| 18    | Tour de Cologne                            | Allemagne  | 1.1    | Matthew Brennan                               | Visma-Lease a Bike Development                |
| 18    | Omloop der Kempen                          | Pays-Bas   | 1.2    | Arne Santy                                    | Tarteletto-Isorex                             |
| 21-25 | Ronde de l'Isard                           | France     | 2.2U   | Jarno Widar                                   | Lotto Development                             |
| 23-24 | Grand Prix Beiras et Serra da Estrela      | Portugal   | 2.1    | Alexis Guérin                                 | Anicolor/Tien 21                              |
| 24    | Grand Prix Santa Rita                      | Italie     | 1.2    | Francesco Parravano                           | MG.K Vis Costruzioni e Ambiente               |
| 24    | Veenendaal-Veenendaal                      | Pays-Bas   | 1.1    | annulé pour cause de sommet de l'OTAN         | annulé pour cause de sommet de l'OTAN         |
| 25    | Trophée de la ville de Castelfidardo       | Italie     | 1.2U   | Tommaso Dati                                  | Biesse-Carrera-Premac                         |
| 26    | Mercan'Tour Classic Alpes-Maritimes (2025) | France     | 1.1    | Cristian Rodríguez                            | Arkéa-B&B Hotels                              |
| 26-30 | Tour d'Albanie                             | Albanie    | 2.2    | Tom Jonkmans                                  | Wielerploeg Groot Amsterdam                   |
| 28-1  | Flèche du Sud                              | Luxembourg | 2.2    | Martijn Rasenberg                             | Parkhotel Valkenburg                          |
| 28-1  | Alpes Isère Tour                           | France     | 2.2    | Aubin Sparfel                                 | Decathlon AG2R La Mondiale Development        |
| 29    | Circuit de Wallonie                        | Belgique   | 1.1    | annulé pour causes budgétaires et logistiques | annulé pour causes budgétaires et logistiques |
| 29-31 | Tour d'Estonie                             | Estonie    | 2.1    | Marcus Sander Hansen                          | BHS-PL Beton Bornholm                         |
| 29-1  | Tour de Haute-Autriche                     | Autriche   | 2.2    | Edgar Cadena                                  | Petrolike                                     |

### Juin
| Date  | Course                           | Pays     | Classe | Vainqueur                             | Équipe                                |
| ----- | -------------------------------- | -------- | ------ | ------------------------------------- | ------------------------------------- |
| 1     | Coppa della Pace                 | Italie   | 1.2U   | Diego Bracalente                      | MBH Bank Ballan CSB                   |
| 2     | Trofeo Alcide Degasperi          | Italie   | 1.2    | Kyrylo Tsarenko                       | Solution Tech-Vini Fantini            |
| 4-8   | Tour de Lituanie                 | Lituanie | 2.2    | Martin Laas                           | Quick Pro Team                        |
| 5-8   | Ronde de l'Oise                  | France   | 2.2    | annulé pour raisons financières       | annulé pour raisons financières       |
| 5-8   | Tour of Malopolska               | Pologne  | 2.2    | Alexander Konychev                    | Vorarlberg                            |
| 7     | Flèche de Heist (2025)           | Belgique | 1.1    | Paul Magnier                          | Soudal Quick-Step                     |
| 9     | Antwerp Port Epic (2025)         | Belgique | 1.1    | Timo Kielich                          | Alpecin-Deceuninck                    |
| 9     | Paris-Troyes                     | France   | 1.2    | Juan David Sierra                     | Tudor Pro Cycling U23                 |
| 11-15 | ZLM Tour                         | Pays-Bas | 2.1    | annulé pour cause de sommet de l'OTAN | annulé pour cause de sommet de l'OTAN |
| 13    | Grand Prix du canton d'Argovie   | Suisse   | 1.1    | Neilson Powless                       | EF Education-EasyPost                 |
| 15    | Tour des onze villes (2025)      | Belgique | 1.1    | Paul Magnier                          | Soudal Quick-Step                     |
| 15-22 | Tour d'Italie espoirs            | Italie   | 2.2U   | Jakob Omrzel                          | Bahrain Victorious Development        |
| 18-21 | Route d'Occitanie (2025)         | France   | 2.1    | Nicolas Prodhomme                     | Decathlon AG2R La Mondiale            |
| 22    | Andorra MoraBanc Clàssica (2025) | Andorre  | 1.1    | Mattias Skjelmose                     | Lidl-Trek                             |
| 24    | Tour des Apennins                | Italie   | 1.1    | Diego Ulissi                          | XDS Astana                            |

### Juillet
| Date  | Course                                                              | Pays      | Classe | Vainqueur           | Équipe                             |
| ----- | ------------------------------------------------------------------- | --------- | ------ | ------------------- | ---------------------------------- |
| 1     | Trophée de la ville de Brescia                                      | Italie    | 1.2    | Giovanni Bortoluzzi | General Store-Essegibi-F.lli Curia |
| 2-5   | Course de Solidarność et des champions olympiques                   | Pologne   | 2.2    | Marceli Bogusławski | ATT Investments                    |
| 3-6   | Sibiu Cycling Tour                                                  | Roumanie  | 2.1    | Matthew Riccitello  | Israel-Premier Tech                |
| 5     | Grand Prix Kahramanmaraş                                            | Turquie   | 1.2    | Nikifóros Arvanítou | Grèce                              |
| 6     | Midden-Brabant Poort Omloop                                         | Pays-Bas  | 1.2    | Timo de Jong        | VolkerWessels                      |
| 6     | Grand Prix Edebiyat Yolu                                            | Turquie   | 1.2    | Nikifóros Arvanítou | Grèce                              |
| 6     | Giro del Medio Brenta                                               | Italie    | 1.2    | Filippo Turconi     | VF Group-Bardiani CSF-Faizané      |
| 6     | Grand Prix International de la ville de Nogent-sur-Oise             | France    | 1.2    | annulé              | annulé                             |
| 9-13  | Tour d'Autriche                                                     | Autriche  | 2.1    | Isaac Del Toro      | UAE Emirates XRG                   |
| 10-13 | Grand Prix international de Torres Vedras-Trophée Joaquim-Agostinho | Portugal  | 2.2    | Alexis Guérin       | Anicolor-Tien 21                   |
| 12    | Visegrad 4 Kerekparverseny                                          | Hongrie   | 1.2    | Dario Igor Belletta | Solme-Olmo                         |
| 13    | Visegrad 4 Bicycle Race-GP Slovakia                                 | Slovaquie | 1.2    | Cesare Chesini      | MBH Bank Ballan CSB                |
| 16-20 | Tour de la Vallée d'Aoste                                           | Italie    | 2.2U   | Jarno Widar         | Lotto Development                  |
| 20    | Visegrad 4 Bicycle Race-GP Poland                                   | Pologne   | 1.2    | Norbert Banaszek    | ATT Investments                    |
| 21    | Clásica Terres de l'Èbre                                            | Espagne   | 1.1    | Isaac Del Toro      | UAE Emirates XRG                   |
| 22    | Memoriał Andrzeja Trochanowskiego                                   | Pologne   | 1.2    | Marceli Bogusławski | ATT Investments                    |
| 23-26 | Dookoła Mazowsza                                                    | Pologne   | 2.2    | Šimon Vaníček       | ATT Investments                    |
| 25    | Prueba Villafranca-Ordiziako Klasika                                | Espagne   | 1.1    | Igor Arrieta        | UAE Emirates XRG                   |
| 27    | Tour de Castille-et-León                                            | Espagne   | 1.1    | Haimar Etxeberria   | Equipo Kern Pharma                 |
| 27    | Puchar MON                                                          | Pologne   | 1.2    | Bartłomiej Proć     | Run & Race-Wibatech                |
| 27    | Grand Prix de la ville de Pérenchies                                | France    | 1.2    | Toon Vandebosch     | Alpecin-Deceuninck Development     |
| 30-3  | Tour Alsace                                                         | France    | 2.2    | Markel Beloki       | EF Education-Aevolo                |

### Août
| Date  | Course                                              | Pays     | Classe | Vainqueur            | Équipe                         |
| ----- | --------------------------------------------------- | -------- | ------ | -------------------- | ------------------------------ |
| 1-10  | Tour cycliste international de la Guadeloupe (2025) | France   | 2.2    | Andrés Camilo Ardila | NU Colombia                    |
| 2-4   | Kreiz Breizh Elites                                 | France   | 2.2    | Finn Crockett        | VolkerWessels                  |
| 3     | Circuit de Getxo                                    | Espagne  | 1.1    | Isaac Del Toro       | UAE Emirates XRG               |
| 6-8   | Tour de l'Ain (2025)                                | France   | 2.1    | Cian Uijtdebroeks    | Visma-Lease a Bike             |
| 6-17  | Tour du Portugal                                    | Portugal | 2.1    | Artem Nych           | Anicolor/Tien 21               |
| 7-9   | Tour de Szeklerland                                 | Roumanie | 2.2    | Dominik Neuman       | ATT Investments                |
| 10    | Grand Prix de Poggiana                              | Italie   | 1.2U   | Matteo Scalco        | VF Group-Bardiani CSF-Faizané  |
| 14-17 | Czech Tour                                          | Tchéquie | 2.1    | Junior Lecerf        | Soudal Quick-Step              |
| 16    | Gran Premio Capodarco                               | Italie   | 1.2U   | Jakob Omrzel         | Bahrain Victorious Development |
| 17    | Polynormande (2025)                                 | France   | 1.1    | Nicolas Prodhomme    | Decathlon AG2R La Mondiale     |
| 19-22 | Tour du Limousin-Périgord-Nouvelle-Aquitaine (2025) | France   | 2.1    |                      |                                |
| 20-24 | Tour de la Bataille de Varsovie                     | Pologne  | 2.2    |                      |                                |
| 21-24 | Tour de Bohême Occidentale                          | Tchéquie | 2.2U   |                      |                                |
| 21-24 | Baltic Chain Tour                                   | Estonie  | 2.2    |                      |                                |
| 24    | Grand Prix Çankiri                                  | Turquie  | 1.2    |                      |                                |
| 26-29 | Tour Poitou-Charentes en Nouvelle-Aquitaine         | France   | 2.1    |                      |                                |
| 27    | Muur Classic Geraardsbergen (2025)                  | Belgique | 1.1    |                      |                                |
| 27-30 | Tour of Route Salvation                             | Turquie  | 2.2    |                      |                                |
| 29    | GP Gorenjska                                        | Slovénie | 1.2    |                      |                                |
| 30    | Slag om Norg                                        | Pays-Bas | 1.2    |                      |                                |
| 31    | Ronde van de Achterhoek                             | Pays-Bas | 1.2    |                      |                                |
| 31    | Grand Prix de Plouay                                | France   | 1.2    |                      |                                |
| 31    | GP Kranj                                            | Slovénie | 1.2    |                      |                                |
| 31    | Grand Prix de la Somme                              | France   | 1.2    |                      |                                |
| 31    | Grand Prix de la ville de Halle                     | Belgique | 1.2    |                      |                                |

### Septembre
| Date  | Course                           | Pays      | Classe | Vainqueur | Équipe |
| ----- | -------------------------------- | --------- | ------ | --------- | ------ |
| 4-6   | Tour du Kosovo                   | Kosovo    | 2.2    |           |        |
| 4-6   | Flanders Tomorrow Tour           | Belgique  | 2.2U   |           |        |
| 4-7   | Okolo Jižních Čech               | Tchéquie  | 2.2    |           |        |
| 4-7   | Tour d'Istanbul                  | Turquie   | 2.1    |           |        |
| 4-7   | Tour du Frioul-Vénétie Julienne  | Italie    | 2.2    |           |        |
| 10    | Tour de Toscane                  | Italie    | 1.1    |           |        |
| 10-14 | Tour de Roumanie                 | Roumanie  | 2.2    |           |        |
| 13    | Mémorial Marco Pantani           | Italie    | 1.1    |           |        |
| 14    | Trofeo Matteotti                 | Italie    | 1.1    |           |        |
| 14    | Grand Prix Rik Van Looy          | Belgique  | 1.2    |           |        |
| 17-21 | Tour de Slovaquie                | Slovaquie | 2.1    |           |        |
| 18-21 | Tour de Serbie                   | Serbie    | 2.2    |           |        |
| 19    | Championnat des Flandres         | Belgique  | 1.1    |           |        |
| 21    | Gooikse Pijl                     | Belgique  | 1.1    |           |        |
| 21    | Grand Prix d'Isbergues           | France    | 1.1    |           |        |
| 21    | Tour de Romagne                  | Italie    | 1.1    |           |        |
| 24    | Circuit du Houtland              | Belgique  | 1.1    |           |        |
| 26    | Tour de la Mirabelle             | France    | 1.2    |           |        |
| 27    | Grand Prix Pino Cerami           | Belgique  | 1.2    |           |        |
| 27    | Arno Wallaard Memorial           | Pays-Bas  | 1.2    |           |        |
| 28    | Paris-Chauny                     | France    | 1.1    |           |        |
| 30    | Ruota d'Oro-GP Festa del Perdono | Italie    | 1.2U   |           |        |
| 30-5  | Tour de Croatie                  | Croatie   | 2.1    |           |        |

### Octobre
| Date  | Course                     | Pays     | Classe | Vainqueur | Équipe |
| ----- | -------------------------- | -------- | ------ | --------- | ------ |
| 4     | Tour de Lombardie Espoirs  | Italie   | 1.2U   |           |        |
| 5     | Coppa Agostoni             | Italie   | 1.1    |           |        |
| 7     | Binche-Chimay-Binche       | Belgique | 1.1    |           |        |
| 7     | Coppa Città di San Daniele | Italie   | 1.2    |           |        |
| 11    | Tour de Vendée             | France   | 1.1    |           |        |
| 12    | Trofeo Baracchi            | Italie   | 1.1    |           |        |
| 12    | Paris-Tours espoirs        | France   | 1.2U   |           |        |
| 14-19 | Tour de Hollande           | Pays-Bas | 2.1    |           |        |
| 19    | Chrono des Nations         | France   | 1.1    |           |        |
| 19    | Chrono des Nations espoirs | France   | 1.2U   |           |        |